# Portland Trail Blazers
De Portland Trail Blazers is een basketbalteam uit Portland, Oregon. Ze spelen in de NBA (Northwest Division, Western Conference). Het thuishonk van de Trail Blazers is Moda Center. Het team kwam in 1970 voor het eerst in de league voor en is op dit moment het enige team uit Oregon dat in de NBA uitkomt. Van 1977 tot en met 1995 verkochten de Blazers alle 814 thuiswedstrijden uit, de langste reeks in de Amerikaanse sporthistorie.

## Bekende (oud-)spelers
- LaMarcus Aldridge
- Clyde Drexler
- Rudy Fernández
- Scottie Pippen
- Arvydas Sabonis
- Bill Walton
- Damian Lillard

## Erelijst
- NBA Champions  (1x): 1977

- Western Conference Champions  (3x): 1977, 1990, 1992

- Northwest Division Champions  (6x) : 1978, 1991, 1992, 1999, 2015, 2018